# Stromerichthys
Stromerichthys is een geslacht van uitgestorven straalvinnige beenvissen dat leefde tijdens het Laat-Krijt.
De typesoort is Stromerichthys aethiopicus. De geslachtsnaam eert Ernst Stromer. De soortaanduiding verwijst naar de herkomst uit Afrika.